# 栄光のランナー/1936ベルリン
『栄光のランナー/1936ベルリン』（えいこうのランナー 1936ベルリン、英: Race）は、2016年のアメリカ・ドイツ・カナダ合作映画。1936年のベルリンオリンピックで史上初の4冠を達成したアメリカの黒人陸上競技選手ジェシー・オーエンスの半生を描いたスポーツ伝記映画。
商業的に成功を収め、またカナダ映画賞をジェームズの主演男優賞を含む4部門で受賞した。

## ストーリー
ジェシー・オーエンスの生涯のうち、オハイオ州立大学入学から、ベルリンオリンピックで4つの金メダルを獲得し、本国での祝勝会に出席するまでを、ラリー・スナイダー・コーチとの関係を中心に描いている。並行して、オリンピックをアーリア民族の優越性を示すプロパガンダに利用しようとしたナチス・ドイツの姿やアメリカ国内で起きたベルリンオリンピックに対するボイコットの動きなども描いている。

## キャスト
※括弧内は日本語吹替 (DVDには未収録)
- ジェシー・オーエンス - ステファン・ジェームス（英語版）（杉村憲司）
- ラリー・スナイダー（英語版） - ジェイソン・サダイキス（咲野俊介）
- アベリー・ブランデージ - ジェレミー・アイアンズ（田中正彦）
- レニ・リーフェンシュタール - カリス・ファン・ハウテン（園崎未恵）
- エレミア・マホニー - ウィリアム・ハート（仲野裕）
- ルース・ソロモン - シャニース・バントン
- デイヴ・アルブリットン - イーライ・ゴリー（英語版）
- カール・"ルッツ"・ロング - デヴィッド・クロス
- ディーン・クロムウェル（英語版） - ジョナサン・ヒギンズ
- ローソン・ロバートソン - トニー・カラン
- ペギー - アマンダ・クルー
- ヨーゼフ・ゲッベルス - バーナビー・メッチェラート（英語版）
- キンセラ - シャンテル・ライリー
- ジョン - ヴラスタ・ヴラナ（英語版）
- ユーレス・ピーコック（英語版） - シャミア・アンダーソン

## スタッフ
- 監督：スティーヴン・ホプキンス
- 製作：ジーン＝チャールズ・レヴィ、スティーヴン・ホプキンス
- 製作総指揮：ジョナサン・ブロンフマン、デヴィッド・ギャレット、ティエリー・ポトク、アル・マンティーヌ、マーク・スローン
- 脚本：ジョー・シュラップネル、アナ・ウォーターハウス
- 撮影：ピーター・レヴィ
- 美術：デヴィッド・プリスビン
- 編集：ジョン・スミス
- 音楽：レイチェル・ポートマン

## 音楽
- サウンドトラック - レイチェル・ポートマン作曲、2016年2月19日リリース。